# Emeleusite
La emeleusite è un minerale.